# Веттерхорн-Пик
Веттерхорн-Пик (англ. Wetterhorn Peak) — гора в штате Колорадо, США. Она расположена в районе охраняемой природной территории Uncompahgre Wilderness, в северной части гор Сан-Хуан, округ Хинсдейл, в 14 км восточнее города Урей (англ. Ouray).
Её высота — 4272 метров над уровнем моря.
Веттерхорн-Пик и расположенный по соседству с ним Маттерхорн-Пик (англ. Matterhorn Peak, 4142 м) названы в честь, соответственно, гор Веттерхорн и Маттерхорн — двух знаменитых вершин в Швейцарских Альпах.
Обе вершины из Колорадо имеют форму остроконечных пиков (несколько напоминая этим горы, в честь которых названы), и их форма контрастирует с широкой вершиной более высокой горы Анкомпагри-Пик (4 363 м, англ. Uncompahgre Peak, по названию одного из живших здесь индейских племён — анкомпагри, относившегося к народу юта).

## Альпинизм
Первое зарегистрированное удачное восхождение на Веттерхорн-Пик датировано 1906 годом (Джордж Бернерд (George Barnard), С. Смидли (C. Smedley), У. П. Смидли (W. P. Smedley) и Д. Уттер (D. Utter)), но также вероятно, что на пик ранее восходили работавшие поблизости в XIX веке шахтёры.
Стандартный и единственно удобный маршрут подъёма на Веттерхорн-Пик идёт по юго-восточному гребню, выход на который осуществляется через лощину Маттерхорн Крик (Matterhorn Creek), расположенную с южной стороны горы. Исходная точка маршрута находится у дороги на Хенсон Крик (Henson Creek Road), куда можно добраться от города Лейк Сити (Lake City). Набор высоты на данном маршруте составляет 1 077 м от начальной точки, и в некоторых местах требует свободного лазания по скалам (лёгкий класс сложности, 3/4 по Йосемитской шкале сложности (YDS)) на самом гребне. Ближайший к гребню восточный склон требует от спортсмена хорошей снежно-ледовой или горнолыжной подготовки для спуска.